# Extreme Aggression
Extreme aggression (Agresión Extrema) es el cuarto álbum de estudio de la banda alemana de thrash metal Kreator lanzado en 1989 por el sello Noise Records.

## Lista de canciones
1. "Extreme aggression" – 4:44
2. "No reason to exist" – 4:37
3. "Love us or hate us" – 3:42
4. "Stream of consciousness" – 3:53
5. "Some pain will last" – 5:39
6. "Betrayer" – 3:59
7. "Don't trust" – 3:43
8. "Bringer of torture" – 2:15
9. "Fatal energy" – 4:57

## Créditos
- Mille Petrozza - guitarra, voz
- Jürgen Reil - batería, voz
- Rob Fioretti - bajo
- Jörg Trzebiatowski - guitarra